# Городской ковбой
«Городской ковбой» (англ. Urban Cowboy) — американская мелодрама с Джоном Траволтой и Деброй Уингер в главных ролях, снятая в 1980 году режиссёром Джеймсом Бриджесом. На тот момент это был уже третий фильм с Джоном Траволтой в главной роли, после «Лихорадки субботнего вечера» (1977) и «Бриолина» (1978), в котором показана жизнь определённой прослойки людей, тесно связанной с музыкой. Картина и её саундтрек обеспечили массовую популярность жанру кантри и одежде в стиле вестерн, ставшим свежей альтернативой доминировавшей в то время эстетике диско.

## Слоганы
- «Hard hat days and honky-tonk nights» — «Дни на стройке, вечера - в музыкальном баре».

## Сюжет
Главный герой фильма — Баффорд Уан Дэвис по прозвищу Бад (Джон Траволта) — молодой американец из небольшого техасского городка Спёр, отправившийся в Пасадину, расположенную рядом с промышленной восточной частью Хьюстона в поисках более оплачиваемой работы для того, чтобы накопить достаточно денег на покупку собственного дома в Спёре. Здесь он останавливается у своего дяди Боба (Барри Корбин) и тёти Корин (Брук Андерсон) и с помощью Боба устраивается разнорабочим на нефтеочистительный завод.
В первый же вечер после приезда он вместе с Бобом и Корин отправляется в местный хонки-тонк-бар Gilley’s, которым владеет кантри-певец Мики Гилли. Бад быстро втягивается в местную атмосферу и становится завсегдатаем.
В баре он знакомится с Сисси (Дебра Уингер), с которой у него сразу начинается роман. Бад и Сисси постоянно ссорятся, обычно из-за ревности и разных взглядов на место мужчины и женщины в обществе. Сисси является независимой девушкой с сильной верой в то, что может сделать мужчина, ей тоже по силам. У Бада же более консервативные представления о гендерных ролях, и он считает, что есть вещи, которые девушкам непосильны.
После одной из таких ссор Сисси покидает бар среди ночи и собирается добраться до дома автостопом, Бад пытается её остановить и подбросить на своей машине. Он берёт её на руки и тащит в машину, но подскальзывается, и они оба падают в лужу. Сразу же после этого он делает предложение, и она соглашается. В качестве свадебного подарка Бад покупает трейлер, в котором они будут жить.
Молодая пара отправляется на родео, и через некоторое время в Gilley’s устанавливают механического быка. Бад сразу же решается опробовать новинку и становится лучшим наездником. Сисси тоже жаждет прокатиться, но Бад ей запрещает, ссылаясь на опасность и заявляя, что это не женское дело.
Вскоре управляющий бара Стив (Джеймс Гэммон) нанимает настройщиком быка Уэса Хайтауэра (Скотт Гленн), мрачного и опасного незнакомца, досрочно выпущенного из тюрьмы, который «положил глаз» на Сисси. Изрядно напившись, Бад ввязался в драку с Уэсом. На следующий день он чуть не разбился, упав на работе с лесов и чудом зацепившись ногой.
Тем временем Сисси решилась в отсутствие мужа оседлать механического быка, сказав, что гуляла с подругой. Бад просит её сходить вечером в бар, где она не выдерживает и показывает мужу, на что способна. Один из приятелей в шутку сказал, что Сисси переплюнула его в этом деле. Однако это не вызывает в нём гордости за жену, а наоборот, задевает самолюбие. В попытке продержаться на быке ещё лучше он падает и ломает руку, а Уэс управляет быком с пульта, и тот бьёт Бада. По возвращении в трейлер Бад обвиняет жену во лжи и измене с Уэсом, после чего бьёт и выгоняет ночью из дому.
На следующий вечер Бад открыто флиртует с девушкой у бара (Мэндолин Смит), с которой сначала откровенно танцует, а затем уезжает на своей машине. Сисси в отместку начинает делать то же самое с Уэсом. Девушка, которую зовут Пэм и она является богатой наследницей, понимает, что Бад делает всё это, только чтобы насолить жене, но приглашает его к себе, где они проводят ночь. Сисси в доме Уэса не решается на измену и возвращается домой.
Утром Бад застаёт Сисси дома, но не желает мириться, и она переезжает к Уэсу. Пэм находит дом Бада и приезжает к нему, в это время раздаётся звонок от дяди Боба с приглашением на ужин. Бад знакомит семью дяди с Пэм и предлагает ей жить вместе.
Во время посещения бара владелец объявляет о скором конкурсе наездников, призом в котором будет 5 тысяч долларов. Бад решает участвовать и, несмотря на больную руку, приступает к тренировкам под руководством дяди Боба, который в прошлом был победителем настоящего родео.
Сисси в надежде помириться возвращается домой днём, но не обнаруживает мужа. Она тщательно убирается и оставляет записку с просьбой позвонить, в этот момент приходит Пэм, и она уезжает. Вернувшись с работы, Бад хвалит Пэм за уборку, и та решает порвать записку. Когда Сисси приезжает в трейлер Уэса, она застаёт его в постели со своей знакомой, на что Уэс отвечает, что от такого, как он, нельзя ждать верности. Он приказывает ей приготовить ужин, а на полученный отказ бьёт девушку.
Бад работает в ночную смену ради большей платы, так как он за всё время пребывания в Пасадине ничего не накопил, потому что днём он усиленно тренируется. Во время одной из таких смен из-за удара молнии во время грозы погибает дядя Боб, что вводит Бада в депрессию, и он хочет отказаться от участия в конкурсе. Его тётя просит не отказываться ради памяти Боба, который только после приезда племянника начал вновь радоваться и рассказывать о былых подвигах. Она дарит ему дядину пряжку победителя родео.
Бад выигрывает конкурс наездников, обойдя на несколько очков своего главного соперника — Уэса. Сисси радуется победе мужа, но Уэс утаскивает её с собой, силой заставляя поехать с ним в Мексику на её машине. Бад не может найти глазами в толпе Сисси, это замечает Пэм и рассказывает ему, что это Сисси убралась тогда в доме и что он не должен упускать её.
Бад бежит в трейлер Уэса, но уже поздно.
Уэс оставляет Сисси ждать его в машине около бара, а сам заходит внутрь и ворует призовые деньги. Бад просит у Сисси прощения и признаётся в любви. Увидев следы рукоприкладства на её лице, он звереет и заходит в бар разобраться с Уэсом. Он избивает Хайтауэра, из которого выпадают все награбленные купюры, получает благодарность от учредителей конкурса и уезжает вместе с Сисси.

## В ролях
| Актёр         | Роль                    |
| ------------- | ----------------------- |
| Джон Траволта | Баффорд Уан «Бад» Дэвис |
| Дебра Уингер  | Сисси                   |
| Скотт Гленн   | Уэс Хайтауэр            |
| Мэдолин Смит  | Пэм                     |
| Барри Корбин  | дядя Боб                |
| Брук Андерсон | тётя Корин              |
| Купер Хукаби  | Маршал                  |
| Джеймс Гэммон | Стив Стрэнж             |
| Стив Стрэнж   | Сэм Стрэнж              |
| Мики Гилли    | камео                   |
| Джонни Ли     | камео                   |
| Бонни Рэйтт   | камео                   |
| Чарли Дэниелс | камео                   |
| Эллен Марч    | Беки                    |
| Джесси Ла Рив | Джесси                  |